# Von Andrian-Werburg

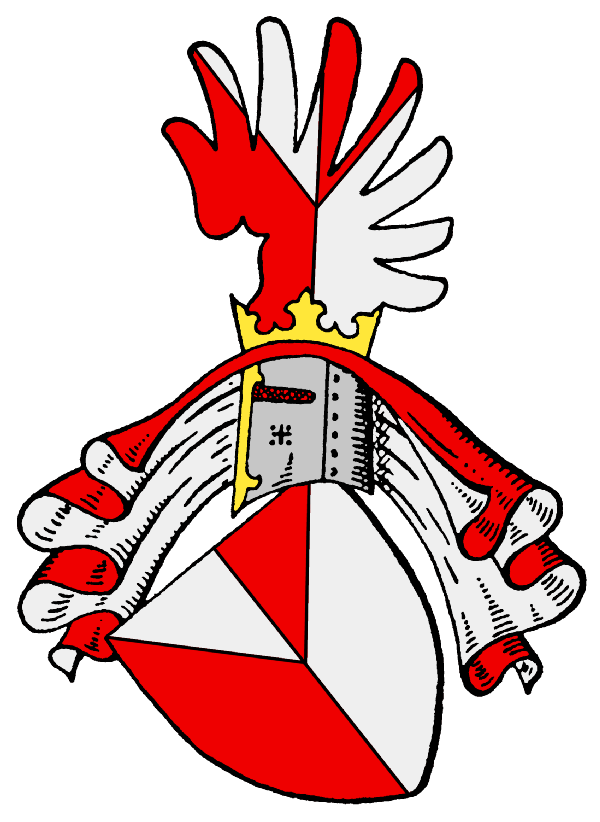
Familiewapen von Andrian-Werburg

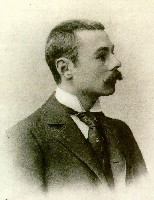
Leopold Andrian (1911)

Von Andrian-Werburg is een uit Lombardije afkomstig, later Oostenrijks adelsgeslacht.

## Geschiedenis
De oudst bekende voorvader is Bettino Andri de Boaris de Gandino die in 1350 wordt vermeld. Diens zoon Simon Andrinis de Gandino (vermeld tussen 1482 en 1548) had drie zonen die de naam Andrian aannamen. Van de zoon Pietro (vermeld tussen 1529 en 1548) stamt de Oostenrijkse tak. In 1610 werd adelserkenning verkregen in Oostenrijk, in 1629 adelserkenning van het H.R.Rijk. In 1667 volgde de verlening van de titel van ridder in Bohemen. In 1692 volgde verlening van de titel van baron van het H.R.Rijk onder het patroniem Von Andrian, Freiherr von Werburg. In 1812 volgde de verlening van de titel van baron in Beieren. Tegenwoordig voeren de familieleden de naam Freiherr (Freiin) von Andrian-Werburg.

## Enkele telgen
Ferdinand Freiherr von Andrian-Werburg (1776-1851), dr. phil. h.c., regeringspresident van Beieren
- Eduard Freiherr von Andrian-Werburg (1807-1861), Beiers kamerheer
  - Ferdinand Leopold Freiherr von Andrian-Werburg (1835-1914), Oostenrijks geoloog en antropoloog; trouwde in 1869 met Cäcilie Meyerbeer (1836-1931), dochter van componist Giacomo Meyerbeer
    - Leopold Freiherr von Andrian-Werburg (1875-1951), Oostenrijks diplomaat en schrijver
      - (adoptiefzoon) Hugo Graf von Belcredi, medeheer van Jimranow (1923), in 1934 geadopteerd door Leopold Freiherr von Andrian-Werburg, lid van de familie Von Belcredi die de naam Von Andrian-Belcredi aannam